# Caprimulgus heterurus
Caprimulgus heterurus là một loài chim trong họ Caprimulgidae.